# Лорд Дингуолл
Лорд Дингуолл — титул пэра Шотландии. Он был создан в 1609 году для сэра Ричарда Престона (ум. 1628), фаворита короля Англии и Шотландии Якова I Стюарта. В 1619 году он получил титул барона Данмора и графа Десмонда (пэрство Ирландии). В 1628 году после смерти Ричадра Престона, не имевшего сыновей, титулы графа Десмонда и барона Данмора прервались. Но его дочь Элизабет Престон (1615—1684) унаследовала титул леди Дингуолл. Она была женой Джеймса Батлера, 1-го герцога Ормонда (1610—1688). Их старший сын Томас Батлер, 6-й граф Оссори (1634—1680), в 1666 году получил титул барона Батлера из Мур-парка. Он скончался раньше своих родителей. Его титулы унаследовал старший сын Джеймс Батлер (1665—1745), ставший 7-м графом Оссори и 2-м бароном Батлером. После смерти своей бабки и деда Джеймс Батлер унаследовал титулы лорда Дингуолла (1684) и герцога Ормонда (1688). Но в 1715 году Джеймс Батлер, 2-й герцог Ормонд, был лишен всех своих титулов из-за своего участия в Якобитском восстании в Шотландии.
В 1871 году Фрэнсис Купер, 7-й граф Купер (1834—1905), получил титулы 4-го лорда Дингуолла и 3-го барона Батлера. Он был потомком Генриетты Батлер (ум. 1724), графини Грэнтэм (жены Генри де Нассау, 1-го графа Грэнтэма), второй дочери Томаса Батлера, 6-го графа Оссори и 1-го барона Батлера (1634—1680). Её вторая дочь Леди Генриетта де Нассау д’Оверкерк (1712—1747) вышла замуж за Уильяма Клаверинга-Купера, 2-го графа Купера (1709—1764). В 1880 году Фрэнсис Купер унаследовал после смерти матери Энн де Грей титул 8-го барона Лукаса из Крудвелла. Все последующие барона Лукасы из Крудвелла носили титул лорда Дингуолла.

## Лорды Дингуолл (1609)
- 1609—1628: Ричард Престон, 1-й граф Десмонда, 1-й лорд Дингуолл (ум. 28 октября 1628)
- 1628—1684: Элизабет Престон, герцогини Ормонд, 2-я леди Дингуолл (1615—1684), дочь и наследница Ричарда Престона
- 1684—1715: Джеймс Батлер, 2-й герцог Ормонд, 3-й лорд Дингуолл (29 апреля 1665 — 16 ноября 1745), сын Томаса Батлера, 6-го графа Оссори (1634—1680), внук Джеймса Батлера, 1-го герцога Ормонда, и леди Элизабет Престон, леди Дингуолл, лишён титулов в 1715 году.

Наследники, лишённые гражданских и имущественных прав:
- Леди Элизабет Батлер (ум. 27 апреля 1750), дочь Джеймса Батлера, 2-го герцога Ормонда
- Чарльз Батлер, 1-й граф Арран (1671—1758), младший сын Томаса Батлера, 6-го графа Оссори, и Эмилии фон Нассау
- Леди Фрэнсис Элиот (ум. 1772), старшая дочь Генри де Нассау, 1-го графа Грэнтэма[англ.] (1673—1754), и Леди Генриетты Батлер (ум. 1724), племянница Чарльза Батлера, 1-го графа Аррана. Жена с 1737 года военного, придворного и депутата Уильяма Эллиота[англ.] (1696—1764)
- Джордж Нассау Клаверинг-Купер, 3-й граф Купер[англ.] (1738—1789), сын Клаверинга Уильяма Купера, 2-го графа Купера (1709—1764) и Генриетты Нассау д’Оверкерк
- Джордж Огастес Клаверинг-Каупер, 4-й граф Купер (1776—1799), старший сын предыдущего
- Питер Френсис Леопольд Людовик Нассау Клаверинг-Купер, 5-й граф Купер (1778—1837), второй сын 3-го графа Купера
- Джордж Августус Фредерик Купер, 6-й граф Купер[англ.] (1806—1856), старший сын предыдущего
- 1871—1905: Фрэнсис Купер, 7-й граф Купер, 4-й лорд Дингуолл (1834—1905), старший сын предыдущего.